# Talismán (Alpha Flight)
Talismán (Elizabeth Twoyoungmen) es una superheroína canadiense que aparece en los cómics estadounidenses publicados por Marvel Comics.

## Historial de publicaciones
Apareció por primera vez como Elizabeth Twoyoungmen en Alpha Flight vol. 1 #5, creada por John Byrne.

## Biografía ficticia
Elizabeth Twoyoungmen nació en Calgary, Alberta, Canadá, hija de Michael Twoyoungmen (quien más tarde sería el superhéroe Chamán del equipo de superhéroes canadienses Alpha Flight) y su esposa Kathryn. Elizabeth se separó de su padre a la edad de cuatro años después de la muerte de su madre a causa de una enfermedad. Michael, un médico, le había prometido a Elizabeth que salvaría a Kathryn, y su fracaso llevó a Elizabeth a sentirse amargada y resentida con él.
Como estudiante universitaria de arqueología, Elizabeth estaba excavando el sitio del Fuerte Calgary original cuando descubrió un cráneo. Cuando lo tocó, apareció una aparición que solo ella podía ver. Asustada, buscó a su padre, a quien reconoció como Chamán a pesar de un hechizo que había lanzado para evitar que lo reconocieran. Juntos investigaron el cráneo, determinando que era la fuente de la ira antigua o del mal antiguo.
Mientras tanto, una joven llamada Emily Stang estaba atendiendo a su bisabuelo, Lucas Stang, cuando fue atacada por una fuerza mística que se manifestaba a través de huevos revueltos (los huevos son tanto un símbolo de nueva vida como un símbolo de vida potencial incumplida). Chamán y Elizabeth viajaron al sitio de la manifestación, y Chamán aparentemente lo derrotó. Sin embargo, la fuerza volvió a manifestarse, esta vez a través de Lucas, y poseyó a Emily. Cuando Emily, poseída, atacó a Elizabeth, Chamán la identificó como Ranaq el Devorador, una de las Grandes Bestias de El Norte. Bajo el bombardeo de Ranaq, Elizabeth se encontró fortaleciéndose hasta que instintivamente pudo desviar la fuerza del ataque de Ranaq contra él. Chamán también lanzó un ataque contra Ranaq, y juntos expulsaron a la bestia de Emily, salvándole la vida. Poco después, Elizabeth metió la mano en la bolsa de medicina mística de Chamán a su pedido y retiró una corona (más tarde identificada como la "Corona del encantamiento"). Colocándolo en su frente, se transformó en Talismán, con el poder de manipular vastas energías mágicas y ordenar a los espíritus de la naturaleza que hagan su voluntad. Luego se convirtió en miembro de Alpha Flight. Se horrorizó al saber más tarde que no podía quitarse la corona sin soportar un dolor insoportable y agonizante.
Junto a Alpha Flight, más tarde luchó contra el resto de las Grandes Bestias. Fue capturada por el original Omega Flight y quedó atrapada en el vacío dentro de la bolsa mística de Chamán. Fue rescatada por Beyonder y posteriormente abandonó Alpha Flight. Su arrogancia natural magnificada por sus nuevos poderes, así como por la influencia de la Corona del encantamiento, y con su amargura hacia su padre reavivado, tanto por su incapacidad para decirle sobre la corona como por su incapacidad para salvarla de ser consumida por el Vacío dentro de su bolsa de medicina - Talismán se corrompió por sus poderes. Ella tomó el inminente nacimiento del primer hijo de su compañera Alphan Snowbird como su oportunidad para vengarse de él. Ella ordenó a los espíritus que llevaran a Chamán a un lugar de poder requerido para el nacimiento que también era un lugar de muerte, con la intención de dejar que el espíritu malévolo atrapado allí derrotara a su padre antes de salvar el día ella misma. Sin embargo, el espíritu atrapado allí nunca había muerto realmente, por lo que estaba más allá de su poder de atar. Poseyendo al bebé de Snowbird y llamándose a sí mismo Pestilencia, la entidad malévola atacó Alpha Flight y arrancó la corona de la frente de Talismán, restaurando así la humanidad de Elizabeth. Sin embargo, en la batalla continua, Chamán se puso la corona, reclamando el nombre y los poderes de Talismán, y obligó a Pestilencia a huir.
Varios meses después, Snowbird le envió a Elizabeth un sueño sobre la Reina de los Sueños. Elizabeth se enteró de que todavía tenía sus poderes. Ella recuperó la corona de Chamán y su poder como Talismán, y ayudó a Alpha Flight durante un enfrentamiento con Reina de los Sueños. Luego luchó contra Llan el Hechicero. Con Alpha Flight, luchó contra los ilusorios "superhéroes" en el mundo de Reina de los Sueños. Ella exorcizó a un demonio que servía a Llan desde que era un niño. Ella reunió a Aurora, Purple Girl, Laura Dean y Goblyn para encontrar a Northstar. El espíritu de Talismán viajó al pasado para conocer su encarnación como Nahita de la Tribu de la Luna y su primera derrota de Llan. Ella derrotó a Llan con la ayuda de Doctor Strange y Alpha y Gamma Flights. Algún tiempo después, Elizabeth fue atacada y herida por el segundo Omega Flight, y se vio obligada a liberar al Ska'r. Dirigió a Gamma Flight para que derrotara a los Ska'r y se unió al nuevo Beta Flight.

### Omega Flight
A raíz de la Guerra Civil de los superhéroes estadounidenses, algunos de sus enemigos huyeron al norte de Canadá. Para combatir esta amenaza, Sasquatch comenzó a reclutar un nuevo equipo para proteger las fronteras. Aunque inicialmente se niega a unirse a este nuevo Omega Flight, Talismán se ve impulsado a la acción por la captura de Sasquatch y regresa a Ottawa para reunirse con el resto del equipo. Después de acusar a Iron Man de provocar la crisis de los supervillanos a través del amargo conflicto de la Guerra Civil Sobrehumana, Elizabeth se horroriza al saber que Michael Pointer, el hombre que mató a Alpha Flight, ha sido seleccionado como el nuevo Guardián. Enojada porque un asesino y un estadounidense lleva un disfraz inspirado en Canadá, Talismán se niega a tener nada que ver con el antiguo esclavo del Colectivo. Ella lo deja atrás mientras el resto del equipo va a Toronto para luchar contra la Brigada de Demolición. Al ayudar al equipo en su batalla contra la Tripulación empoderada de las Grandes Bestias y sus aliados demoníacos de Surtur, Elizabeth duda cuando se enfrenta a un Sasquatch poseído por Tanaraq, pero es salvada por la oportuna llegada de Guardián. Finalmente, al ver que estaba realmente arrepentido por el papel indirecto que jugó en la destrucción de Alpha Flight y su rotunda negativa a matar a Sasquatch cuando estaba poseído, Elizabeth finalmente perdona a Pointer. Durante la serie, se muestra a Talismán con la bolsa de medicinas de Chamán, que probablemente heredó después de la muerte de su padre a manos del Colectivo.
Reapareció en She-Hulk (vol. 2) # 16 (2007) cuando trató de evitar una unidad S.H.I.E.L.D., ya que tenía una cura que podría terminar con el ataque de Wendigo. Sin embargo, debido a retrasos en la seguridad, y antes de que Talismán pudiera hacer algo, She-Hulk y Wolverine ya lo habían derrotado.
Algún tiempo después, Elizabeth y su antiguo compañero de equipo y mentor, Puck, se convirtieron en amantes.

## Poderes y habilidades
Talismán posee vastos poderes sobrenaturales como resultado de su descendencia de cuarenta generaciones de chamanes Sarcee, y una vez fue descrita como "un canal mortal a través del cual los dioses pueden luchar", así como "un director de fuerzas, no un combatiente". Su padre, Chamán, ha declarado que sus poderes, cuando se desarrollan adecuadamente, rivalizarían incluso con los del Hechicero Supremo, Doctor Strange. El principal de sus poderes es la capacidad de ordenar a los Espíritus de la Tierra que cumplan sus órdenes, lo que significa que ella es literalmente parte del Mundo de los Espíritus. Mientras que Chamán solo podía implorar a los Espíritus por ayuda, Talismán puede ordenarlos directamente. Tiene la capacidad de aprovechar las fuerzas místicas y manipularlas para una variedad de efectos, incluida la levitación, la proyección astral, exorcismo, manipulación de la materia, la capacidad de ver visiones proféticas, telepatía, teletransportación a grandes distancias, abrir portales interdimensionales, animar a los muertos vivientes, generar ráfagas de viento y relámpagos, convocar espíritus del aire, invocar animales espirituales, crear escudos mágicos de luz, y generar explosiones de energía mágica. También tiene la capacidad de percibir diversos fenómenos místicos. Posee un conocimiento considerable de las artes místicas de Sarcee.
La mayoría de los poderes de Talismán provienen de la antigua Coronet of Enchantment, que usa en su frente. Sin embargo, incluso sin la Coronet, ha demostrado poseer la capacidad de absorber y redirigir la energía mágica utilizada en su contra, pero la Coronet amplifica enormemente sus poderes. Talismán no puede quitarse el Coronet sin que le cause un dolor mental severo (y otros requirieron un gran esfuerzo para quitarlo). Sin embargo, si alguien más lo usa, devolver la corona al verdadero dueño les evitaría el dolor. Cuando no está disfrazado, Talismán puede usar una ilusión para ocultar la presencia de la Coronet. Talismán declaró en Omega Flight # 5 que ella "ya no tiene las bendiciones que alguna vez tuvo", por lo que su nivel de poder no está claro.
Tras la muerte de su padre, Talismán posee también la bolsa de medicinas de Chamán, que contiene una dimensión de bolsillo conocida como el Vacío. Puede invocar todo tipo de objetos místicos y pociones de la bolsa.

## Otros personajes llamados Talismán
Nahita / Talismán fue un portador anterior de la Corona del encantamiento y miembro de la Tribu de la Luna.
Después de que Elizabeth Twoyoungmen fuera inicialmente corrompida por su poder, Chamán se apoderó temporalmente de la Coronet of Enchantment, asumiendo el nombre y los poderes de Talismán.
En la miniserie Contest of Champions, donde el Gran Maestro y la Muerte usan a los héroes de la Tierra para un concurso, un personaje llamado Talismán era de Australia, un miembro de una tribu aborigen, que usó un místico "alborotador" para crear varios efectos místicos, como desorientar a los oponentes.